# Sydamerikanska mästerskapet i volleyboll för damer 2007
Sydamerikanska mästerskapet i volleyboll för damer 2007 utspelade sig mellan 26 och 30 september 2007 i Rancagua, Chile. Det var den 27:e upplagan av turneringen och åtta lag från CSV:s medlemsförbund deltog. För den 15:e gången totalt och för den 7:e gången i rad vann Brasilien tävlingen genom att besegra Peru i finalen.

## Grupper
| Grupp A                                      | Grupp B                           |
| -------------------------------------------- | --------------------------------- |
| Argentina · Brasilien · Colombia · Venezuela | Chile · Paraguay · Peru · Uruguay |

## Första rundan[2]

### Grupp A

#### Resultat
| Datum    | Mellan                | Resultat | Set   | Set   | Set   | Set   | Set   | Poäng totalt | Speltid | Åskådare |
| Datum    | Mellan                | Resultat | 1     | 2     | 3     | 4     | 5     | Poäng totalt | Speltid | Åskådare |
| -------- | --------------------- | -------- | ----- | ----- | ----- | ----- | ----- | ------------ | ------- | -------- |
| 26-09-07 | Venezuela - Argentina | 3 - 2    | 23:25 | 25:22 | 12:25 | 25:18 | 15:11 | 100 - 101    | -       | -        |
| 26-09-07 | Brasilien - Colombia  | 3 - 0    | 25:13 | 25:6  | 25:14 |       |       | 75 - 33      | -       | -        |
| 27-09-07 | Argentina - Colombia  | 3 - 1    | 25:11 | 25:18 | 22:25 | 26:24 |       | 98 - 78      | -       | -        |
| 27-09-07 | Brasilien - Venezuela | 3 - 0    | 25:10 | 25:17 | 25:17 |       |       | 75 - 44      | -       | -        |
| 28-09-07 | Brasilien - Argentina | 3 - 0    | 25:20 | 25:12 | 25:14 |       |       | 75 - 46      | -       | -        |
| 28-09-07 | Venezuela - Colombia  | 3 - 0    | 25:12 | 25:21 | 25:22 |       |       | 75 - 55      | -       | -        |

#### Sluttabell
| Pos | Landslag  | Poäng | Matcher | Matcher | Matcher   | Set   | Set       | Kvot  | Poäng | Poäng     | Kvot  |
| Pos | Landslag  | Poäng | Spelade | Vunna   | Förlorade | Vunna | Förlorade | Kvot  | Vunna | Förlorade | Kvot  |
| --- | --------- | ----- | ------- | ------- | --------- | ----- | --------- | ----- | ----- | --------- | ----- |
| 1   | Brasilien | 6     | 3       | 3       | 0         | 9     | 0         | 1.829 | 225   | 123       | 1.829 |
| 2   | Venezuela | 5     | 3       | 2       | 1         | 6     | 5         | 0.948 | 219   | 231       | 0.948 |
| 3   | Argentina | 4     | 3       | 1       | 2         | 5     | 7         | 0.968 | 245   | 253       | 0.968 |
| 4   | Colombia  | 3     | 3       | 0       | 3         | 1     | 9         | 0.669 | 166   | 248       | 0.669 |

### Grupp B

#### Resultat
| Datum    | Mellan             | Resultat | Set   | Set   | Set   | Set   | Set | Poäng totalt | Speltid | Åskådare |
| Datum    | Mellan             | Resultat | 1     | 2     | 3     | 4     | 5   | Poäng totalt | Speltid | Åskådare |
| -------- | ------------------ | -------- | ----- | ----- | ----- | ----- | --- | ------------ | ------- | -------- |
| 26-09-07 | Peru - Uruguay     | 3 - 0    | 25:19 | 25:19 | 25:19 |       |     | 75 - 57      | -       | -        |
| 26-09-07 | Chile - Paraguay   | 3 - 0    | 25:12 | 25:21 | 25:18 |       |     | 75 - 51      | -       | -        |
| 27-09-07 | Peru - Paraguay    | 3 - 0    | 25:17 | 25:15 | 25:7  |       |     | 75 - 39      | -       | -        |
| 27-09-07 | Uruguay - Chile    | 3 - 1    | 25:22 | 17:25 | 25:21 | 25:11 |     | 92 - 79      | -       | -        |
| 28-09-07 | Uruguay - Paraguay | 3 - 0    | 25:22 | 25:20 | 25:14 |       |     | 75 - 56      | -       | -        |
| 28-09-07 | Peru - Chile       | 3 - 0    | 25:16 | 25:19 | 25:12 |       |     | 75 - 47      | -       | -        |

#### Sluttabell
| Pos | Landslag | Poäng | Matcher | Matcher | Matcher   | Set   | Set       | Kvot  | Poäng | Poäng     | Kvot  |
| Pos | Landslag | Poäng | Spelade | Vunna   | Förlorade | Vunna | Förlorade | Kvot  | Vunna | Förlorade | Kvot  |
| --- | -------- | ----- | ------- | ------- | --------- | ----- | --------- | ----- | ----- | --------- | ----- |
| 1   | Peru     | 6     | 3       | 3       | 0         | 9     | 0         | 1.573 | 225   | 143       | 1.573 |
| 2   | Uruguay  | 5     | 3       | 2       | 1         | 6     | 4         | 1.067 | 224   | 210       | 1.066 |
| 3   | Chile    | 4     | 3       | 1       | 2         | 4     | 6         | 0.922 | 201   | 218       | 0.922 |
| 4   | Paraguay | 3     | 3       | 0       | 3         | 0     | 9         | 0.649 | 146   | 225       | 0.648 |

## Slutspelsfasen[2]

### Spelschema
|  | Semifinaler | Semifinaler |      |           | Final               | Final               |  |
|  |             |             |      |           |                     |                     |  |
|  | Peru        | 3           |      |           |                     |                     |  |
|  | Peru        | 3           |      |           |                     |                     |  |
|  | Venezuela   | 0           |      |           |                     |                     |  |
|  | Venezuela   | 0           |      | Brasilien | 3                   |                     |  |
|  |             |             |      | Brasilien | 3                   |                     |  |
|  |             |             | Peru | 0         |                     |                     |  |
|  | Brasilien   | 3           | Peru | 0         |                     |                     |  |
|  | Brasilien   | 3           |      |           |                     |                     |  |
|  | Uruguay     | 0           |      |           | Match om tredjepris | Match om tredjepris |  |
|  | Uruguay     | 0           |      |           |                     |                     |  |
|  |             |             |      |           |                     |                     |  |
|  |             |             |      |           | Venezuela           | 3                   |  |
|  |             |             |      |           | Venezuela           | 3                   |  |
|  |             |             |      |           | Uruguay             | 0                   |  |

#### Resultat
| Datum    | Mellan              | Resultat | Set   | Set   | Set   | Set | Set | Poäng totalt | Speltid | Åskådare |
| Datum    | Mellan              | Resultat | 1     | 2     | 3     | 4   | 5   | Poäng totalt | Speltid | Åskådare |
| -------- | ------------------- | -------- | ----- | ----- | ----- | --- | --- | ------------ | ------- | -------- |
| 29-09-07 | Peru - Venezuela    | 3 - 0    | 25:20 | 25:22 | 25:19 |     |     | 75 - 61      | -       | -        |
| 29-09-07 | Brasilien - Uruguay | 3 - 0    | 25:8  | 25:15 | 25:12 |     |     | 75 - 35      | -       | -        |
| 30-09-07 | Venezuela - Uruguay | 3 - 0    | 25:9  | 25:19 | 25:15 |     |     | 75 - 43      | -       | -        |
| 30-09-07 | Brasilien - Peru    | 3 - 0    | 25:20 | 25:17 | 25:15 |     |     | 75 - 52      | -       | -        |

### Spel om plats 5-8
|  | Matcher om plats 5-8 | Matcher om plats 5-8 |          |           | Match om 5:e plats  | Match om 5:e plats  |  |
|  |                      |                      |          |           |                     |                     |  |
|  | Argentina            | 3                    |          |           |                     |                     |  |
|  | Argentina            | 3                    |          |           |                     |                     |  |
|  | Paraguay             | 0                    |          |           |                     |                     |  |
|  | Paraguay             | 0                    |          | Argentina | 3                   |                     |  |
|  |                      |                      |          | Argentina | 3                   |                     |  |
|  |                      |                      | Colombia | 0         |                     |                     |  |
|  | Colombia             | 3                    | Colombia | 0         |                     |                     |  |
|  | Colombia             | 3                    |          |           |                     |                     |  |
|  | Chile                | 0                    |          |           | Match om tredjepris | Match om tredjepris |  |
|  | Chile                | 0                    |          |           |                     |                     |  |
|  |                      |                      |          |           |                     |                     |  |
|  |                      |                      |          |           | Chile               | 3                   |  |
|  |                      |                      |          |           | Chile               | 3                   |  |
|  |                      |                      |          |           | Paraguay            | 1                   |  |

#### Resultat
| Datum    | Mellan               | Resultat | Set   | Set   | Set   | Set   | Set | Poäng totalt | Speltid | Åskådare |
| Datum    | Mellan               | Resultat | 1     | 2     | 3     | 4     | 5   | Poäng totalt | Speltid | Åskådare |
| -------- | -------------------- | -------- | ----- | ----- | ----- | ----- | --- | ------------ | ------- | -------- |
| 29-09-07 | Argentina - Paraguay | 3 - 0    | 25:13 | 25:16 | 25:15 |       |     | 75 - 44      | -       | -        |
| 29-09-07 | Colombia - Chile     | 3 - 0    | 25:17 | 30:28 | 25:14 |       |     | 80 - 59      | -       | -        |
| 30-09-07 | Chile - Paraguay     | 3 - 1    | 13:25 | 26:24 | 25:23 | 25:20 |     | 89 - 92      | -       | -        |
| 30-09-07 | Argentina - Colombia | 3 - 0    | 25:16 | 25:11 | 25:19 |       |     | 75 - 46      | -       | -        |

## Slutplaceringar
| Sluttabell | Lag       | Kvalificerat för    |
| ---------- | --------- | ------------------- |
|            | Brasilien | FIVB World Cup 2007 |
|            | Peru      | FIVB World Cup 2007 |
|            | Venezuela |                     |
| 4          | Uruguay   |                     |
| 5          | Argentina |                     |
| 6          | Colombia  |                     |
| 7          | Chile     |                     |
| 8          | Paraguay  |                     |

## Individuella utmärkelser
| Utmärkelse              | Namn                 | Lag       |
| ----------------------- | -------------------- | --------- |
| Mest värdefulla spelare | Paula Pequeno        | Brasilien |
| Bästa anfallare         | Sheilla de Castro    | Brasilien |
| Bästa blockare          | Yulissa Zamudio      | Peru      |
| Bästa servare           | Walewska de Oliveira | Brasilien |
| Bästa passare           | Hélia de Souza       | Brasilien |
| Bästa mottagare         | Desiree Glod         | Venezuela |
| Bästa försvarare        | Vanessa Palácios     | Peru      |
| Bästa libero            | Fabiana de Oliveira  | Brasilien |